# Slight fever
『slight fever』（スライト・フィーバー）は、meg rockのマイクロ・アルバム。2011年7月13日にhoneyboot recordsから発売された。

## 概要
- meg rock自身が設立したインディーズ・レーベル「honeyboot records」からリリースされた第1弾作品で、シングルでもミニアルバムでもない「マイクロアルバム」として位置づけられている。
- CDとDVDの2枚組みで構成されており、CDには新曲3曲とそのインストゥルメンタル、DVDにはPVやCM集、TV出演時のライブ映像などが収録されている。シングル・アルバムを含め、2009年1月にリリースされたマキシシングル『笑顔の理由』以来、およそ2年半ぶりの新譜となった。
- 本作の生産は日本ではなくアメリカで行われたため、通常の国内産のCDの盤上に記載されている「MADE IN JAPAN」の表示が存在しない[1]。
- 本作の規格品番もmeg rock自身で決めており、CDは「HBTR-6000」,DVDは「HBTV-6000」と、本人の愛用する"6"の数字にちなんだものとなっている[1]。

## 収録曲
（全作詞・作曲：meg rock）
CD
1. slight fever
編曲：川口圭太
2. play loud
編曲：川口圭太
3. ribbon
編曲：齋藤真也
4. slight fever/sing-out-loud-mix
5. play loud/sing-out-loud-mix
6. ribbon/sing-out-loud-mix

DVD
1. slight fever （music videos)
2. 笑顔の理由 （music videos)
3. mighty roller coaster （special features/commercials）
4. 君のこと/プリンシパル篇 （special features/commercials）
5. 君のこと/超プリンシパル篇 （special features/commercials）
6. 笑顔の理由 （special features/commercials）
7. 君のこと （special features/live session for tv)